# Christmas Lights
Singles de Coldplay
Strawberry Swing
(2009) Every Teardrop Is A Waterfall
(2011)
Christmas Lights est un single du groupe de rock britannique Coldplay, sorti le 1er décembre 2010, uniquement en téléchargement.